# Wangchang, Chongqing
Wangchang (kinesiska: 王场) är en köping i sydvästra Kina. Den ligger i Shizhu härad i storstadsområdet Chongqing, omkring 180 kilometer nordost om det centrala stadsdistriktet Yuzhong. Antalet invånare är 10 297. Befolkningen består av 5 327 kvinnor och 4 970 män. Barn under 15 år utgör 27,0 %, vuxna 15-64 år 54 %, och äldre över 65 år 18,0 %.